# Hope (Maine)
Hope – miasto w Stanach Zjednoczonych, w stanie Maine, w hrabstwie Knox.